# Westmächte

Die politische Situation im Europa des Kalten Krieges

Als Westmächte werden zusammenfassend bezeichnet
- im Krimkrieg (1853–1856) die Kriegsgegner Russlands: Großbritannien und Frankreich;
- im Ersten Weltkrieg (1914–1918) als Entente die westeuropäischen Kriegsgegner Deutschlands und Österreich-Ungarns: Großbritannien, Frankreich und Italien;
- im Zweiten Weltkrieg (1939–1945) als Westalliierte die nordamerikanischen und westeuropäischen Siegermächte und Kriegsgegner Deutschlands, Italiens und Japans: Vereinigte Staaten, Großbritannien und Frankreich;
- die im Kalten Krieg (1945–1991) in der NATO verbundenen Hauptkontrahenten der Sowjetunion und des Ostblocks bzw. Warschauer Pakts: Vereinigte Staaten, Großbritannien und Frankreich, aus deren Besatzungszonen in Deutschland 1949 die Bundesrepublik Deutschland entstand, und die in den Westsektoren Berlins präsent waren.